# Горец (альбом)
Горец — четвёртый студийный альбом российского певца Александра Маршала, выпущенный в 2000 году на лейбле NOX Music. На диске представлено 11 композиций.

## Критика
Екатерина Алексеева из агентства InterMedia отрицательно оценила альбом, отметив вопиющее несоответствие манеры исполнения содержанию альбома: «Все песни он [Маршал] исполняет со спокойствием удава Каа, хотя в них убивают молодых солдат и рыдают матери („Кавказский пленник“), старик-горец теряет всю семью и идет мстить („Горец“) и т.п». Екатерина также посчитала, что инструментальная часть альбома, исполненная Рушаном Ауюповым, Александром Митрофановым, Дмитрием Варшавчиком выглядит «как-то рафинировано, гладко». Также по мнению журналистки, в песне «Волчонок» «он всю дорогу старательно копирует интонации Владимира Высоцкого, что раздражает страшно». «До Высоцкого, которого бывалые зеки, альпинисты и представители других социальных слоев и профессий, упомянутых в его песнях, принимали за своего, Александру Маршалу так далеко, что даже не видно» — посчитала Екатерина.

## Список композиций
Слова и музыка всех песен — Вячеслава Клименкова, если не указано иное.
| №   | Название             | Текст песни      | Музыка           | Длительность |
| --- | -------------------- | ---------------- | ---------------- | ------------ |
| 1.  | «Кавказский пленник» |                  |                  | 3:11         |
| 2.  | «Сука»               |                  |                  | 3:17         |
| 3.  | «Горец»              |                  |                  | 3:33         |
| 4.  | «Снайпер»            |                  |                  | 4:03         |
| 5.  | «Рота»               |                  |                  | 4:17         |
| 6.  | «Волчонок»           |                  |                  | 4:33         |
| 7.  | «Крестный ход»       |                  |                  | 3:02         |
| 8.  | «Колыма»             | Александр Маршал | Алексей Белов    | 5:16         |
| 9.  | «Спасибо тебе»       |                  |                  | 3:30         |
| 10. | «Старое село»        | Александр Маршал | Александр Маршал | 3:56         |
| 11. | «Уходят близкие»     |                  |                  | 3:27         |

## Участники записи
- Аранжировка — А.Макин (дорожка 5)
- Аранжировка, клавишные, баян — Рушан Аюпов
- Бас-гитара — Алексей Осташев
- Ударные, перкуссия — Александр Митрофанов
- Гитара — Дмитрий Варшавчик
- Мастеринг — Андрей Субботин
- Запись, гитара, микширование — Язнур Гарипов

Дистрибьютором пластинки является компания Classic Company